# Michael Dithmer
Michael Dithmer (født 18. februar 1954 i København) er en dansk tidligere departementschef. Han har været departementschef i en række forskellige ministerier siden 1995, indtil han gik på pension 1. august 2024 fra sin post som departementschef i Erhvervsministeriet. Han er den længst siddende departementschef i danmarkshistorien. Efter sin afgang som departementschef blev han udnævnt til formand for Danmarks Eksport- og Investeringsfond (EIFO).

## Biografi
Michael Dithmer er søn af direktør, landsretssagfører Jørgen Dithmer og kontorchef Johanne Louise Dithmer født Nyeborg. Han er gift med direktør i Domstolsstyrelsen Charlotte Münter. 
Dithmer blev student fra Rungsted Statsskole i 1972 og økonom (cand.polit.) fra Københavns Universitet i 1984, hvorefter han blev fuldmægtig i Industriministeriet. Derefter var han 1987-1995 henholdsvis fuldmægtig, kontorchef og afdelingschef i Finansministeriet. 1995-2001 var han departementschef i Økonomiministeriet, og da dette ministerium blev slået sammen med Erhvervsministeriet, bestred han den samme stilling i det samlede Økonomi- og Erhvervsministerium 2001-11. Derefter blev ministeriet igen splittet op, og Dithmer fortsatte som chef i det nye Erhvervs- og Vækstministeriet, der ved regeringsskiftet i 2016 så igen blev til Erhvervsministeriet.
30. april 2024 meddelte Dithmer, at han ville stoppe som departementschef 1. august samme år. På det tidspunkt havde han været departementschef i 29 år og var dermed den længst siddende departementschef i Danmark nogensinde. I alt har han betjent 11 forskellige ministre fra fem partier.
Et par uger efter sin afgang som departementschef i august 2024 blev han udnævnt til formand i Danmarks Eksport- og Investeringsfond (EIFO). Her efterfulgte han Torben Möger Pedersen, der var trådt ud af bestyrelsen i april samme år.

Dithmer er flere gange blevet nævnt som kandidat til posten som direktør for Danmarks Nationalbank, når den har været ledig.